# Суворов (орден)
Орденът Суворов (на руски: Орден Суворова) е съветска награда носеща името на Александър Суворов. Учредена е на 29 юли 1942 г. с указ на върховния съвет на СССР. Наградата е връчвана на старши офицери за изключителните им успехи по време на бойни действия. Орденът Суворов има три отделни степени.

## Критерии
- 1-ва степен – Присъждана е на командири на армии за изключителното им представяне по време на бойни операции. Първият носител на наградата е маршал Георгий Жуков.
- 2-ра степен – Присъждана е командири на корпуси, дивизии и бригади за решителна победа над превъзхождащ противник. Първият носител на наградата е генерал-лейтенант Василий Баданов.
- 3-та степен – Присъждана е на командири и началници щаб на полкове, както и на командири на батальони и роти.

| 1-ва степен     | 2-ра степен | 3-та степен |
| --------------- | ----------- | ----------- |
|                 |             |             |
| Лента на ордена |             |             |
|                 |             |             |

- Указ Президиума Верховного Совета СССР «Об учреждении военных орденов: Ордена Суворова, первой, второй и третьей степени, Ордена Кутузова, первой и второй степени и Ордена Александра Невского» от 20 июля 1942 года // Ведомости Верховного Совета Союза Советских Социалистических Республик : газета. — 1942. — 5 августа (№ 30 (189)). — С. 1.